# V336 Андромеды
V336 Андромеды (лат. V336 Andromedae) — одиночная переменная звезда в созвездии Андромеды на расстоянии (вычисленном из значения параллакса) приблизительно 8973 световых лет (около 2751 парсека) от Солнца. Видимая звёздная величина звезды — от менее +15m до +11,6m.

## Характеристики
V336 Андромеды — красная пульсирующая переменная звезда, мирида (M) спектрального класса M. Эффективная температура — около 3286 K.